# Клепарчук Степан
Кле́парчук Сте́пан (8 грудня 1890, Лешнів — 23 липня 1984, Ґлен-Спей, США) — священик УГКЦ, громадський діяч, письменник-мемуарист.

## Життєпис
Народився 8 грудня 1890 року у містечку Лешнів на Брідщині. Закінчив гімназію у Бродах, вивчав теологію у Львівському університеті. Служив в УГА. Був парохом села Черниця. У 1944 році з родиною емігрував до Австрії, був священиком у таборах ДП у Німеччині. У 1950 році прибув до США, був священиком у Пассейку. Помер 23 липня 1984 року у Ґлен-Спей.

## Творчість
Автор спогадів «Дорогами і стежками батьківщини» (1971).